# Exochus washingtonensis
Exochus washingtonensis là một loài tò vò trong họ Ichneumonidae.